# Колонья (округ)

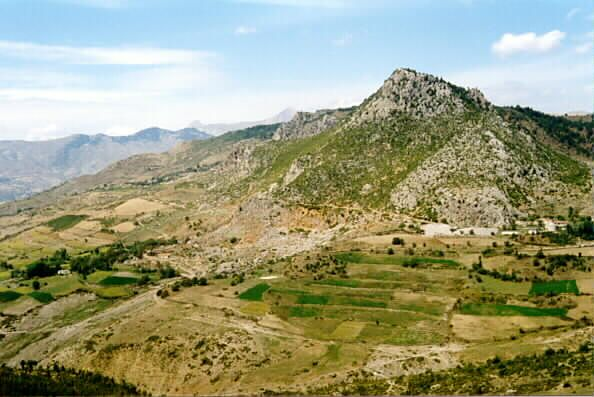
Гірський ландшафт округу Колонья

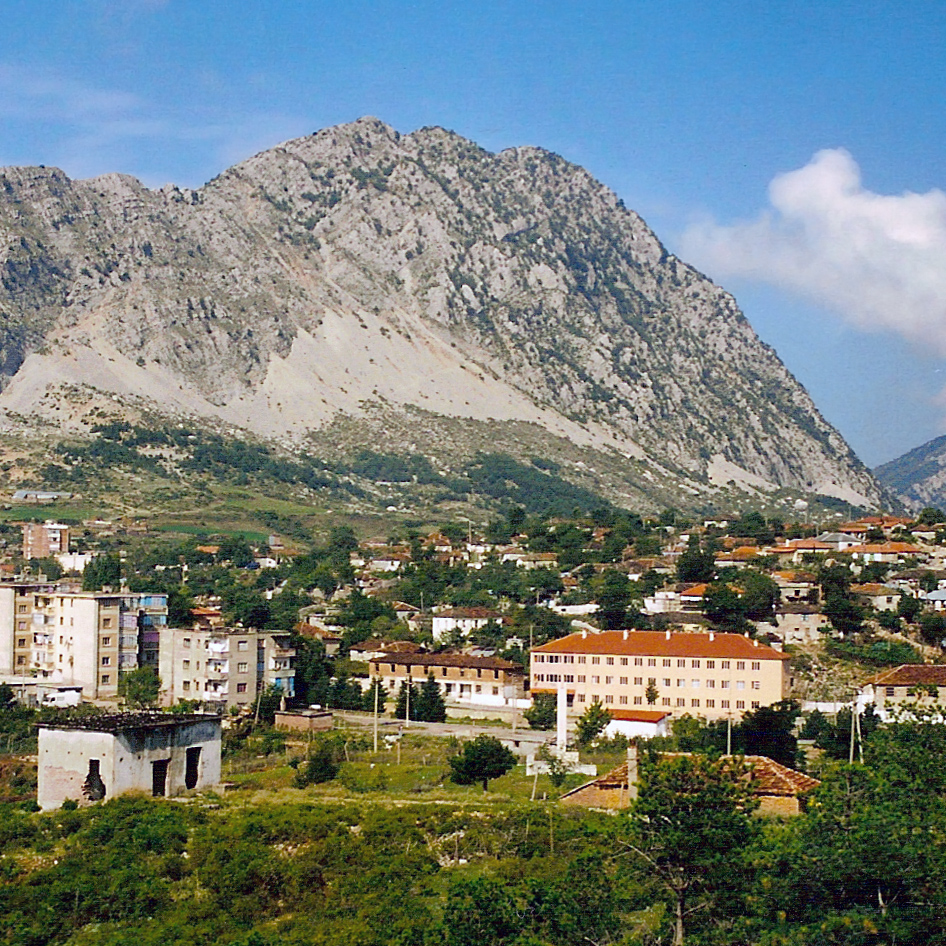
Місто Лесковік

Колонья (алб. Rrethi i Kolonjës) — один з 36 округів Албанії, розташований на південному сході країни.
Округ займає територію 805 км² і відноситься до області Корча. Адміністративний центр — місто Ерсека. За сьогоднішніми албанським даними 10 відсотків населення округу складають етнічні меншини: арумуни і греки. 50 відсотків — мусульмани, 1/3 — православні.

## Географічне розташування
Колонья лежить на південному сході Албанії на кордоні з Грецією (префектури Касторія і Яніна) у трикутнику, утвореному річкою Осумі, четвертою за висотою горою Албанії — Граммосом і долиною річки Вьоса на півдні. Високогірна місцевість є частиною гірської системи Пінд. У важкодоступній долині Осумі найглибша її частина лежить на висоті 550 м, а потім гори здіймаються до 2520 м (Граммос). Тільки на південному кордоні округу в декількох долинах висотна відмітка опускається нижче 500 м.
Адміністративний центр округу, місто Ерсека, лежить на висоті 1020 м біля підніжжя Граммоса і вважається самим високогірним в Албанії, Лесковік теж знаходиться високо в горах (900 м). На півночі округ межує з сусіднім округом Корча.
Зими в окрузі суворіші і холодніші, з пронизливими північними вітрами.
Назва Колонья відноситься, насамперед, до північної частини округу, а саме, до долини верхньої течії Осумі. Це високогірне плато, порізане долинами гірських річок, колись було дном доісторичного озера. Південна частина округу включає в себе долини річок, приток Вьоса. Перепади висот від долини до долини складають найчастіше більше 1000 м.
В окрузі збереглися ліси, де водяться дикі хижаки, наприклад вовки.

## Економіка і промисловість
Населення округу зайнято в основному сільським та лісовим господарством. Тут також розводять рибу.
Незаймана природа створює передумови для розвитку екотуризму та екстремальних видів спорту.

## Транспорт
Доріг, що ведуть в округ, і всередині нього практично не існує. У долині Осумі немає дороги з Бератом до Колоньї, тому в округ можна потрапити з Корчі (45 км до Ерсека) або Тепелени (130 км до Ерсека). Відстань від міста Лесковік до нового прикордонного переходу в долині Вьоса близько 30 км.

## Історія
На території Колоньї знайдені численні могильні кургани.
За часів Османської імперії важливим центром було місто Лесковік.
У роки Другої світової війни Колонья стала місцем битв грецьких і італійських військ, а потім центром албанського антифашистського опору. Багато сіл були знищені німцями з метою залякування місцевих жителів, за допомогу партизанам були введені каральні заходи: за одного вбитого німця стратили 100 албанців. Так було знищено село Борова, албанське Лідице.
Після повалення соціалістичного ладу багато жителів округу, насамперед молодь, бігли до Греції.

## Адміністративний поділ
Територіально округ розділений на міста Ерсека, Лесковік і 6 громад: Бармаш (Barmash), Çlirim, Mollas, Новосела (Novosela), Qendër-Erseka, Qendër-Leskovik.